# 名偵探柯南：迷宮的十字路
《名偵探柯南：迷宮的十字路》，是日本漫画家青山剛昌漫画系列《名偵探柯南》的第7部剧场版，片長108分鐘。2003年4月19日在日本上映、2003年8月2日在臺灣上映，在日本有32億日圓的票房收益。

## 概要
- 《名偵探柯南》劇場版自本作開始正式改為數位創作。
- 本次故事以京都府為背景。
- 故事利用盗賊團「源氏螢」的成員被殺，引申故事的發展。
- 帶出服部在京都發生的童年往事。
- 新一與小蘭相遇，但是很快就變成柯南，也是新一第一次以真身於劇場版登場。
- 多次出現服部使用劍道的情節。
- 刑警大瀧悟郎、綾小路文麿第一次出現在劇場中。
- 本片為唯一一部沒有爆炸場面之劇場版。
- 本電影中出現的景點有五条大橋、弁慶石、清水寺、地主神社、產寧坂、鞍馬寺、先斗町、鴨川、梅小路公園和頂法寺。

## 劇情簡介
东京都、大阪府和京都府接連發生殺人事件，經過三地警方聯合調查後，發現事件中的死者都是盗賊團「源氏螢」的成員，毎個成員都有一個代號，以历史上跟隨義經的傳統人物命名。同時間，小五郎等人應京都山能寺的邀請，前往調查寺內八年前藥師如來佛像遭盗竊的事件。寺院早前得到佛像下落的線索，住持將其提供給小五郎，以便儘快尋回佛像。
服部平次亦因這起殺人案也前往京都調查事件。期間遇上柯南，兩人一起調查這兩宗事件。

## 登場角色

### 原作角色
| 角色         | 配音       | 配音     | 配音     | 配音     | 簡介 |
| 角色         | 日本       | 臺灣     | 香港     | 中国大陆 | 簡介 |
| 主要角色     | 主要角色   | 主要角色 | 主要角色 | 主要角色 | 主要角色 |
| ------------ | ---------- | -------- | -------- | -------- | --- |
| 江戶川柯南   | 高山南     | 蔣篤慧   | 周恩恩   | 李世荣   | 本作品男主角，原高中生名偵探工藤新一，被黑暗組織的琴酒灌下毒藥而縮小身體變成小孩，後化名為江戶川柯南，寄住在毛利家中並暗中調查黑暗組織。                            |
| 工藤新一     | 山口勝平   | 劉傑     | 李家傑   | 张杰     | 本作品男主角，原高中生名偵探工藤新一，被黑暗組織的琴酒灌下毒藥而縮小身體變成小孩，後化名為江戶川柯南，寄住在毛利家中並暗中調查黑暗組織。                            |
| 毛利蘭       | 山崎和佳奈 | 魏晶琦   | 劉惠雲   | 季冠霖   | 本作品女主角，新一的青梅竹馬，運動神經發達，擅長空手道，曾獲得全國高中空手道關東大賽的冠軍。                                                                        |
| 毛利小五郎   | 神谷明     | 官志宏   | 黃志明   | 张遥函   | 小蘭的父親，英理的丈夫，私家偵探，外號沉睡小五郎，原刑警，辭職後在家開設毛利偵探事務所。                                                                            |
| 服部平次     | 堀川亮     | 官志宏   | 陳健豪   | 赵毅     | 知名的關西高中生偵探，與和葉互相暗戀，和新一是好友，為劍道高手，說話時帶有濃厚關西腔。                                                                              |
| 遠山和葉     | 宮村優子   | 蔣篤慧   | 曾月娥   | 沈念如   | 平次的青梅竹馬，與平次互相暗戀，和小蘭是好友，為合氣道高手。 |
| 朋友相關角色 |            |          |          |          | |
| 阿笠博士     | 緒方賢一   | 徐健春   | 周永光   | 郭政建   | 工藤家的鄰居兼好友，科學家兼發明家，會發明出一些道具讓柯南在案件中使用，在灰原哀逃離黑暗組織後收留她。                                                              |
| 灰原哀       | 林原惠     | 魏晶琦   | 鄧潔麗   | 阎萌萌   | 柯南的搭檔兼好友，本名宮野志保，原黑暗組織科學家雪莉。吃下毒藥而縮小身體，逃離組織後寄住在阿笠家中，並化名灰原哀。                                                  |
| 吉田步美     | 岩居由希子 | 陶敏嫻   | 莊巧兒   | 山新     | 三人為帝丹小學一年級生，後來與轉學生柯南和灰原一同組成少年偵探團。                                                                                                  |
| 小嶋元太     | 高木涉     | 劉傑     | 陳志強   | 张磊     | 三人為帝丹小學一年級生，後來與轉學生柯南和灰原一同組成少年偵探團。                                                                                                  |
| 圓谷光彦     | 大谷育江   | 魏晶琦   | 曾月娥   | 刘校妤   | 三人為帝丹小學一年級生，後來與轉學生柯南和灰原一同組成少年偵探團。                                                                                                  |
| 鈴木園子     | 松井菜櫻子 | 陶敏嫻   | 莊巧兒   | 佟心竹   | 小蘭的好友兼同學，鈴木財團的二千金，時常邀請毛利家參加各式的宴會活動，與京極真是戀人關係。                                                                          |
| 警察相關角色 |            |          |          |          | |
| 綾小路文麿   | 置鮎龍太郎 | 徐健春   | 李家傑   | 赵岭     | 28歳。京都府警警部，身上常帶著松鼠，被稱為「貴族警官」，與白鳥任三郎警校同期生。 在本作出席源氏螢事件記者會。本作電影版初登場，後陸續於電影版、TV動畫及原作中登場。 |
| 大瀧悟郎     | 若本規夫   | 徐健春   | 黃志明   | 万力     | 大阪府警警部，與服部家及遠山家的關係良好。 在本作出席源氏螢事件記者會。                                                                                             |
| 目暮十三     | 茶風林     | 徐健春   |          | 张闻天   | 警部 警視廳搜查一課的警官，曾是毛利小五郎的上司，經常在兇案現場要求部下調查相關證據。 在本作出席源氏螢事件記者會。                                                  |
| 白鳥任三郎   | 井上和彥   | 劉傑     | 陳健豪   | 吴凌云   | 警部 警視廳搜查一課的警官，出身於豪門。 在本作出席源氏螢事件記者會，與綾小路文麿為警校同期生。                                                                      |
| 佐藤美和子   | 湯屋敦子   | 魏晶琦   | 鄧潔麗   | 杨希     | 警部補 警視廳搜查一課的警官，擁有極多追求者，有著「警視廳之花」的稱呼。                                                                                             |
| 高木涉       | 高木涉     | 劉傑     | 陳志強   | 张圣     | 巡查部長 警視廳搜查一課的刑警，會聽小孩的意見，與少年偵探團關係極好。                                                                                               |

### 本作角色
| 角色       | 配音             | 配音        | 配音     | 配音     | 簡介 |
| 角色       | 日本             | 臺灣        | 香港     | 中国大陆 | 簡介 |
| 本作要角   | 本作要角         | 本作要角    | 本作要角 | 本作要角 | 本作要角 |
| ---------- | ---------------- | ----------- | -------- | -------- | --- |
| 圓海       | 井原啟介         | 劉傑        | 黃啟明   | 郑炼     | 65歳，山能寺住持。其真實身分為千賀鈴的亲生父亲。 |
| 龍圓       | 中村大樹         | 劉傑        |          | 乔木心   | 34歳，山能寺和尚。圓海的徒弟。 |
| 西條大河   | 鈴置洋孝         | 徐健春      | 陳志強   | 苗壮     | 35歳，舊書店店長。本作事件犯人，原盜賊團「源氏螢」的武藏坊辨慶。為獨吞佛像，將玉龍寺改建成道場，聽從櫻正造提議，將盜賊團其他成員殺害，後認為櫻正造沒有利用價值，因此也將其殺害。最後以和葉作為人質威脅平次，想藉此得知佛像所在，並殺害兩人，卻不敵平次與柯南。 |
| 櫻正造     | 龜井三郎         | 徐健春      | 周永光   | 王雪亮   | 51歳，古董美術商人。原盜賊團「源氏螢」的伊勢三郎。 |
| 水尾春太郎 | 游佐浩二         | 劉傑        | 李家傑   | 瀚墨     | 33歳，能劇水尾流少主。 |
| 千賀鈴     | 安達茉莉         | 陶敏嫻      | 鄧潔麗   | 叶知秋   | 19歳，茶屋「櫻屋」的藝妓。曾被服部误认为是初恋，但其真实身份为圆海的亲生女儿。 |
| 其他配角   |                  |             |          |          | |
| 源義經     | 不適用           | 不適用      | 不適用   | 不適用   | 38歲，盜賊團「源氏螢」的團長，患有嚴重的疾病而過世，死前提供下屬關於佛像的暗號，解開暗號之人便可成為下任首領。 |
| 駿河次郎   | 不適用           | 不適用      | 不適用   | 不適用   | 32歲，盜賊團「源氏螢」的一員，酒吧老闆。在京都被殺害。 |
| 備前平四郎 | 江川央生 （OVA） | 劉傑        |          |          | 35歲，盜賊團「源氏螢」的一員，章魚燒店老闆，和平次認識。在大阪被殺害。 |
| 龜井六郎   | 三户耕三         | 徐健春      |          | 乔耀辉   | 35歲，盜賊團「源氏螢」的一員，戴毛帽的男子。在東京被殺害。 |
| 鷲尾七郎   | 里内信夫         | 劉傑        |          | 孙悦     | 35歲，盜賊團「源氏螢」的一員，戴圍巾的男子。在東京被殺害。 |
| 片岡八郎   | 水内清光         | 劉傑        | 陳志強   | 高量浩   | 34歲，盜賊團「源氏螢」的一員，戴眼鏡、手套的男子。在東京被殺害。 |
| 山倉多惠   | 鈴木弘子         | 魏晶琦      | 莊巧兒   |          | 52歲，宮川町茶屋老闆娘。 |
| 市佳代     | 佐久间玲         | 蔣篤慧      |          | 姜英俊   | 21歲，茶屋「櫻屋」的藝妓。 |
| 櫻屋老闆娘 | 一龍齋貞友       | 魏晶琦      | 曾月娥   | 楚越     | 茶屋「櫻屋」的老闆娘，位於先斗町，櫻正造死亡後的第一個目擊者。 |
| 劍道少年   | 松本幸           | 魏晶琦      | 鄧潔麗   |          | 平次要嚇柯南時，借走這位少年的劍。 |
| 電車廣播   |                  | 劉傑        |          |          | 米花站到站廣播。 |
| 記者       | 千葉一伸         | 劉傑        |          |          | 參與源氏螢事件記者會。 |
| 計程車司機 |                  | 劉傑        |          |          | 載毛利一行人到山能寺。 |
| 強盜       |                  | 劉傑        |          |          | 搶劫山倉多惠並逃走時，被平次打到辨慶流淚處。 |
| 站務員     | 菅原淳一         | 劉傑        | 周永光   |          | 鞍馬車站站務員。 |
| 京都府警察 |                  | 劉傑        |          |          | 京都府警察，綾小路的部下。 |
| 母親       |                  | 陶敏嫻      |          |          | 被毛利蘭詢問玉龍寺的位址。 |
| 女兒       |                  | 蔣篤慧      |          |          | 被問路母親的女兒。 |
| 义經流弟子 |                  | 劉傑 徐健春 |          |          | 西條大河所創流派「义經流」的弟子。 |

## 製作

### 製作人員
- 原作：青山剛昌
- 監督：兒玉兼嗣
- 副監督：西森章
- 脚本：古内一成
- 分鏡：兒玉兼嗣、西森章
- 演出：佐藤千春、喜多幡徹
- 人物設定 / 總作畫監督：須藤昌朋
- 作品設計：神村幸子
- 作画監督：山中純子
- 作画監督補：牟田清司、糸島雅彦
- 動作作畫監督：清水義治
- 主標題CG動畫：西山仁
- 色彩設計：西香代子
- 美術監督：涩谷幸弘
- 摄影監督：野村隆
- 剪辑：岡田輝滿
- 數字光学錄音：西尾昇
- 音響監督：浦上靖夫
- 音響效果：横山正和
- 音響效果助手：横山亚紀
- 音響制作進行：井澤基
- 音樂：大野克夫
- 故事編輯：飯岡順一
- 助理製作人：齋藤朋之、淺井認
- 動畫製作人：西村政行
- 製作人：諏訪道彦、吉岡昌仁
- 動畫制作：東京電影新社
- 「名偵探柯南 迷宮的十字路」製作委員會 
  - 小学馆
  - 读卖电视台
  - 日本电视台
  - ShoPro
  - 东宝株式會社
  - TMS娛樂
- 結尾摄影協力：白法相宗大本山 清水寺、総本山 仁和寺、大本山 天龍寺、大本山 南禅寺、伏見稻荷大社、龍安寺、臨済宗大本山 東福寺、くちろく 百千足館、季節的料理 琢磨
- 发行：東宝

## 音樂
| 類別   | 曲名                                             | 作詞     | 作曲     | 編曲       | 演唱     |
| ------ | ------------------------------------------------ | -------- | -------- | ---------- | -------- |
| 主題曲 | Time after time ～在落花纷飞的街道上～（日语：Time after time～花舞う街で～） | 倉木麻衣 | 大野愛果 | Cybersound | 倉木麻衣 |

### 原聲帶

#### 歌曲
1. 名探偵コナン メイン・テーマ (十字路ヴァージョン)
2. またまた阿笠クイズ
3. 翁の面 ~ 対決 1
4. 捜査
5. 平次の京都案内
6. 桜
7. 清水寺
8. 鴨川
9. 御本尊が盗まれたぁ!!
10. 弓矢 ~ モーターバイク・バトル
11. 絵の推理 1
12. 究極の推理
13. 初恋の想い出
14. 和葉の気持ち
15. 月夜のテーマ 1
16. 何?今の悲鳴!
17. 問答 ~ 犯人の謎
18. 小五郎の推理 ~ シマリス
19. 絵の推理 2 ~ 走る
20. 鞍馬山 ~ 探す蘭 ~ アジト
21. 太刀
22. 迫る能面男
23. 平次の勇姿
24. 緊迫謎解き ~ 悪迫る
25. 対決 2 ~ 危機
26. コナンのキック
27. キミがいれば (十字路ヴァージョン)
28. 戻る仏像
29. 月夜のテーマ 2
30. コナン 「フニャー」
31. キミがいれば (カラオケ・ヴァージョン) -ボーナストラック-

## 跨媒體展開
《名偵探柯南：迷宮的十字路》的DVD及VCD於2003年12月17日在日本由東寶株式會社發布。在臺灣2004年4月1日由普威爾發布DVD及VCD，2011年9月9日發布藍光光碟。在香港2007年8月24日由新一影業發布。
小學館亦推出該片的彩色漫畫書。
| 冊數 | 小學館         | 小學館                 | 青文出版社    | 青文出版社            |
| 冊數 | 發售日期       | ISBN                   | 發售日期      | ISBN                  |
| ---- | -------------- | ---------------------- | ------------- | --------------------- |
| 上   | 2003年11月18日 | ISBN 978-4-09-127751-9 | 2004年6月24日 | ISBN 978-957-509883-4 |
| 下   | 2003年12月18日 | ISBN 978-4-09-127752-7 | 2004年6月24日 | ISBN 978-957-509889-6 |

## 外部連結
- 互联网电影数据库（IMDb）上《名偵探柯南：迷宮的十字路》的资料（英文）
- 名探偵コナン 迷宮の十字路 - 公式サイト - ウェイバックマシン（2003年10月1日アーカイブ分）
- 名探偵コナン 迷宮の十字路 （页面存档备份，存于） - トムス・エンタテインメント
- 名探偵コナン 迷宮の十字路 （页面存档备份，存于） - 東宝
- 名探偵コナン 迷宮の十字路 （页面存档备份，存于） - allcinema
- 名探偵コナン 迷宮の十字路 （页面存档备份，存于） - KINENOTE
- 名探偵コナン 迷宮の十字路 （页面存档备份，存于） - 日本映画データベース
- 名探偵コナン 迷宮の十字路 （页面存档备份，存于） - 文化庁日本映画情報システム
- 名探偵コナン 迷宮の十字路 （页面存档备份，存于） - 映画.com
- 名探偵コナン 迷宮の十字路 （页面存档备份，存于） - Movie Walker
- 在Netflix上觀看《名偵探柯南：迷宮的十字路》